# Irina Wittmer
Irina Wittmer (* 26. Februar 1953 in Karlsruhe als Eveline Irina Nagel) ist eine deutsche Schriftstellerin.

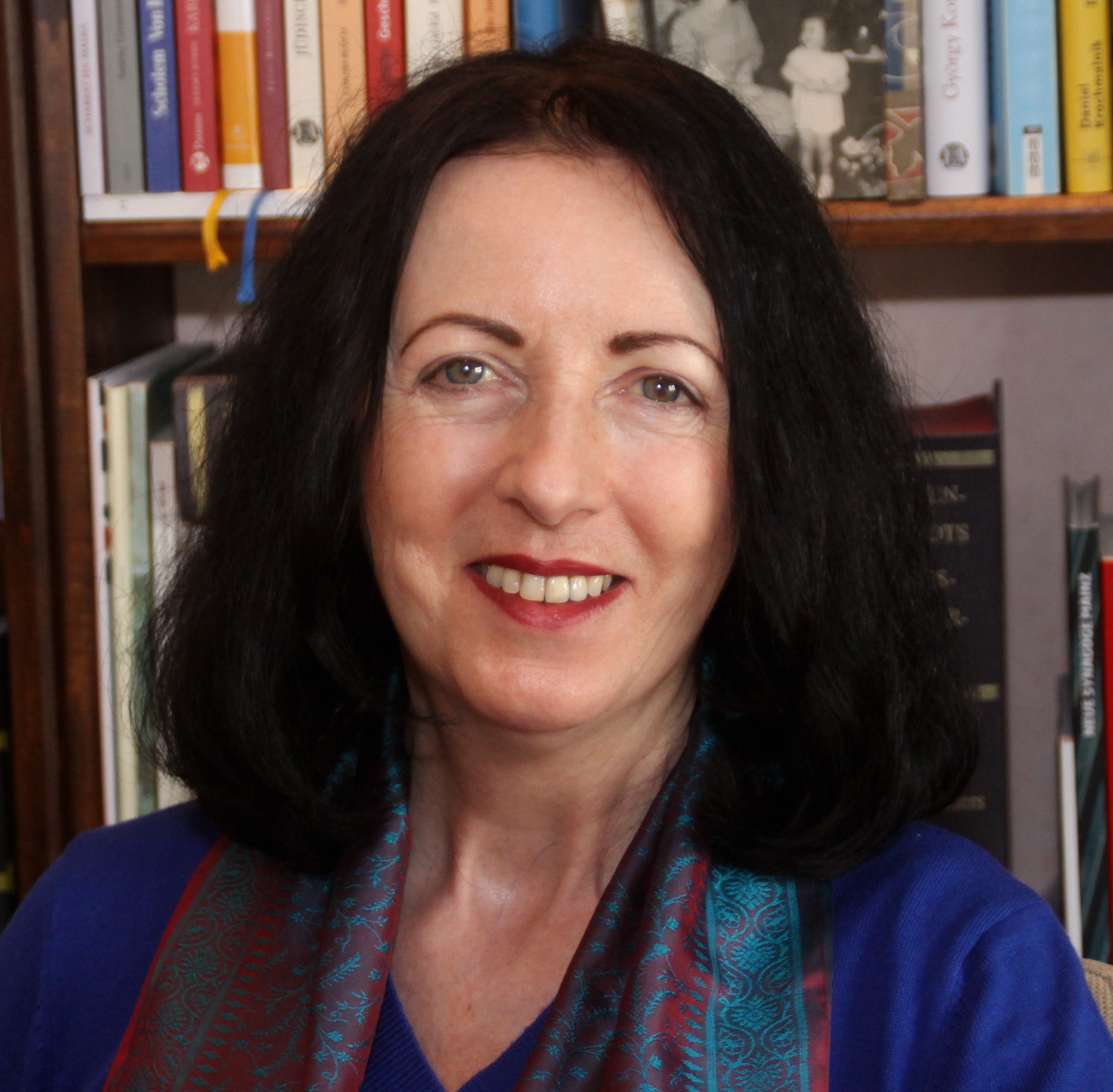
Irina Wittmer (2015)

## Leben
Irina Wittmer wuchs in dem nordbadischen Dorf Linkenheim auf. Eltern, Großeltern, eine Tante mit ihrer Familie und eine Flüchtlingsfrau lebten in einem Fachwerkhaus zusammen. Der Großvater betrieb im Hof seine Zimmerei und Schreinerei, der Vater verdiente sein Geld als Beamter in der Stadt, die Frauen unterhielten eine kleine Landwirtschaft. Wittmer besuchte nach der Volksschule ein Mädchengymnasium in Karlsruhe. 1966 wurde ein Bruder geboren, bald darauf zog die Familie nach La Paz in Bolivien, wo der Vater einem Expertenauftrag für die Wasserwirtschaft nachging. Nach Schulschwierigkeiten und im Aufbegehren gegen die Eltern beschloss Wittmer im Alter von 17 Jahren, selbständig zu werden. Sie reiste allein nach Deutschland zurück und absolvierte dort eine Ausbildung. 1975 heiratete sie Volker Wittmer. Sie arbeitete als OP-Schwester und unterrichtete an einer Krankenpflegeschule. Das Paar lebte von 1981 bis 1983 im mexikanischen Cuernavaca und hat einen Sohn. Irina Wittmer wohnt heute in Mainz.

## Werk
Mit 35 Jahren begann Wittmer als Schriftstellerin zu arbeiten. Vor allem durch Radiosendungen im Bayerischen Rundfunk, Südwestfunk und im Saarländischen Rundfunk wurde sie anfangs ermutigt. 1991 erschien im Patio-Verlag Eine Wintergeschichte für H. – Die durch Wiederholen entstehende Bewegung.
Irritationen provozierte 1998 der Roman Die Stimme der Königin der Nacht beim Üben, in dem sie mit Motiven aus ihrer badischen Kindheit und Jugend in Linkenheim spielt. Immer wieder kehrt sie gedanklich in das Dorf zurück.
Angeregt durch die Lektüre des Romans Exodus, den sie Ende der sechziger Jahre in La Paz las, und weil sie dort mit dem Spannungsverhältnis zwischen geflüchteten Juden und Nazis konfrontiert wurde, beschäftigte sich Irina Wittmer bereits als Jugendliche mit jüdischer Geschichte und Kultur.
Sechs Jahre lang war sie erste Vorsitzende des Vereins, der sich in Mainz für den Synagogenneubau eingesetzt hat. Sie initiierte die Gesprächsreihe Stichwort: jüdisch und war wesentlich an der Gründung der Magenza-Stiftung für jüdisches Leben in Mainz beteiligt. Sie ist Mitglied der Women’s International Zionist Organisation (WIZO) in Frankfurt.
In Wittmers Werk geht es auch um Gelingen und Scheitern bei der Gestaltung von Lebensglück durch Kunst. Sie entwickelte im Rahmen ihres Projektes Philosophie trifft Handwerk eine Lese- und Schreibwerkstatt für Jugendliche in der Ausbildung. Ideengebend war der Aufsatz Die Aktualität des Schönen – Kunst als Spiel, Symbol und Fest von Hans-Georg Gadamer. Unter dem Motto „Wir denken, wir sprechen. Schreibend jedoch gewinnen wir Klarheit“ ermuntert Irina Wittmer dazu, im spielerischen, autobiographischen Schreiben das Leben zu überdenken und zu ordnen.
Durch die Arbeit an einem Radiofeature über das Leben von Anna Seghers wurde Wittmer zu ihrem Buch Ausflug der toten Bräute – Acht fiktive Begegnungen mit Anna Seghers und dem jüdischen Mainz angeregt. Hier zieht Wittmer eine direkte Verbindung von den Kreuzzügen bis zur Zeit des Nationalsozialismus und der Herrschaft Stalins. Das Buch führte zu Konflikten mit der Anna-Seghers-Gesellschaft. So äußerte sich deren Vorsitzender, Hans-Willi Ohl, bei einer Lesung in der Mainzer Stadtbibliothek 2017 über „die fiktiven Auslassungen der Mainzer Schriftstellerin, die sich, ohne selbst Jüdin zu sein, für das jüdische Leben in Mainz stark gemacht hat und es nun wagt, einen Lehrer der Anna Seghers Schule in einen KZ-Anzug zu stecken; das haben Lehrer nicht verdient (…)“.
2010 war die Autorin zu einer Lesung in Ottawa zu Gast. Das literarische Echo im Campus-Radio der Carleton University in Ottawa arbeitet seither immer wieder mit ihr zusammen.
Im Landtag Rheinland-Pfalz hielt Irina Wittmer 2013 anlässlich einer Veranstaltung zum Tag des Gedenkens an die Opfer des Nationalsozialismus einen Vortrag über die Auswirkungen der Schoa auf jüdische Familien bis zum heutigen Tag. Der Vortrag wurde später im Sammelband Jüdische Lebensgeschichten im Bann Hitlers bis zum heutigen Tag in der Schriftenreihe des Landtags veröffentlicht.
Ihren USA-Aufenthalt im Sommer 2013 nutzte die Autorin für die Übertragung ihrer zur Zeit der Kreuzzüge in Mainz spielenden Erzählung Wie Berel ben Gerschom den Stadtoberen geholfen hat ins amerikanische Englisch. Berel ben Gershom – The Story About a Pious Man Who Seized the Day liegt in einer zweisprachigen Buchausgabe vor. Bestärkt durch Gadamers Diktum, die Poesie lehre uns wie es immer zugehen kann, sie lehre uns das Allgemeine im menschlichen Tun und Leiden zu sehen, weist Wittmer in ihrer Erzählung auf das „regelmäßige Muster“ der tausendjährigen Geschichte der Juden in Europa. Für die 2015 erschienene CD Klingendes Rheinhessen las Ministerpräsidentin Malu Dreyer ebenfalls aus der Erzählung.
Vier Jahre lang arbeitete Wittmer an „Lob der Freundschaft – Eine philosophische Betrachtung aus persönlicher Sicht“. Dabei wurden persönliche Freundschaftserfahrungen und Tagebuchnotizen mit Gedanken ehrwürdiger Dichter und Denker verknüpft. 2018 erschien das Werk unter dem Titel Notizen zur Freundschaft. Regelmäßig schreibt Wittmer für das Magazin „Magenza“ der Jüdischen Gemeinde Mainz. Ihr 2021 von der Jüdischen Gemeinde Mainz herausgegebenes Buch Zur Neuen Mainzer Synagoge und zu ihren Menschen liegt auch in englischer Übersetzung vor.
Irina Wittmer ist seit 2011 Mitglied des Beirates für den Elisabeth-Langgässer-Literaturpreis der Stadt Alzey.

## Auszeichnungen

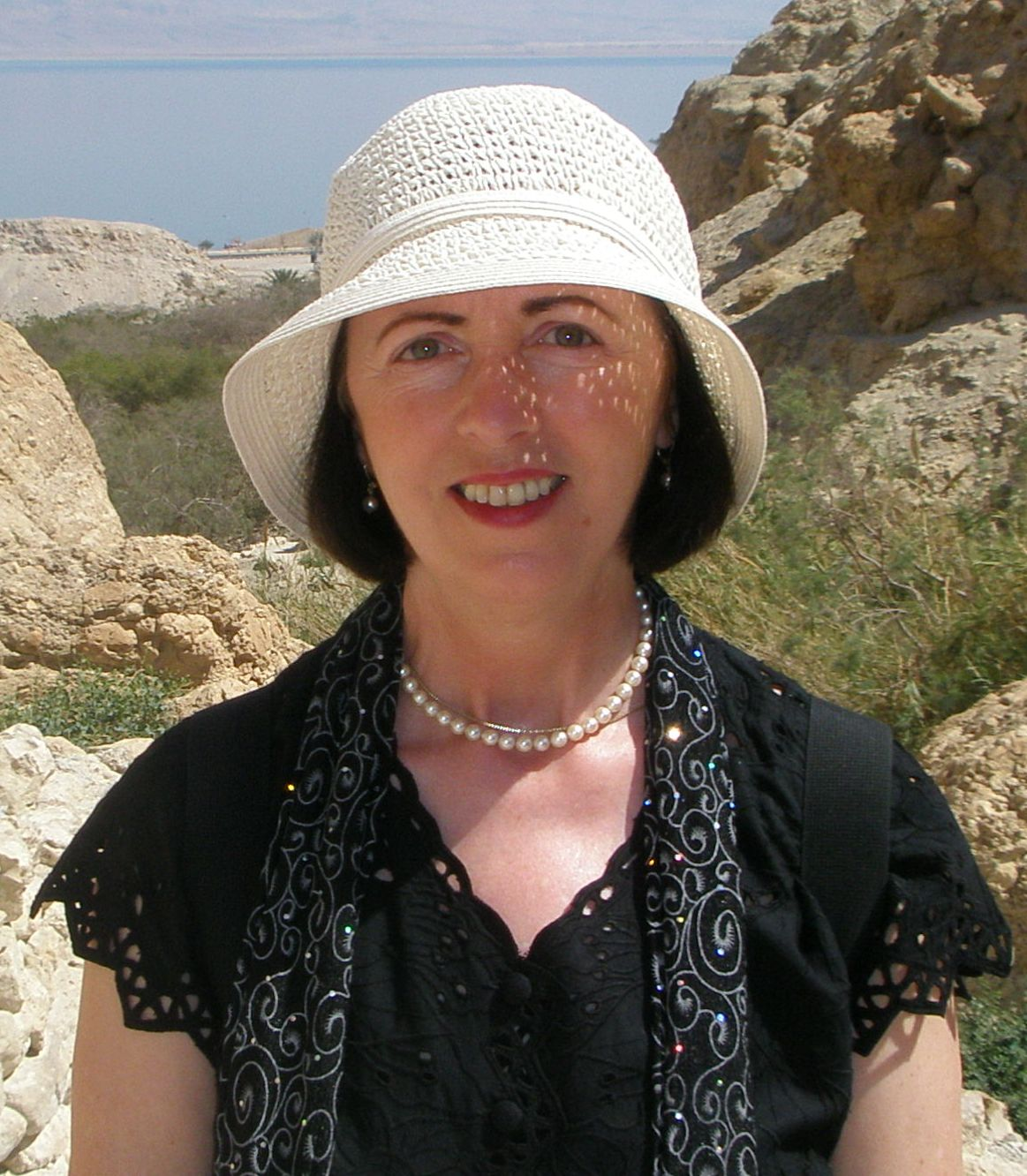
Irina Wittmer (2009)

- 1991: Eine Wintergeschichte für H. – Die durch Wiederholen entstehende Bewegung wird vom Förderkreis deutscher Schriftsteller in Rheinland-Pfalz mit dem Preis Buch des Jahres ausgezeichnet.
- 1993: Einladung der Bertelsmann-Stiftung zur Autorenfortbildung ins Übersetzerkollegium nach Straelen.
- 1995: Martha-Saalfeld-Förderpreis des Landes Rheinland-Pfalz für die Arbeit an dem Roman Die Stimme der Königin der Nacht beim Üben.
- 2007: Nominierung für den Deutsch-Französischen Journalistenpreis mit dem Radiofeature Ein Jude malt Jesus – Die Chagallfenster von St. Stephan zu Mainz.
- 2008: Ernennung zur Autorin des Monats durch das Literaturbüro Mainz für Rheinland-Pfalz.

## Veröffentlichungen

### Bücher
- Eine Wintergeschichte für H. – Die durch Wiederholen entstehende Bewegung. Patio-Verlag, Neu-Isenburg 1991.
- Die Sonntagsreisen eines Landarztes. Brandes & Apsel, Frankfurt 1994, ISBN 3-86099-435-2.
- Was werden Sie denn sterben. Patio-Verlag, Neu-Isenburg 1995.
- Die Stimme der Königin der Nacht beim Üben. Gollenstein-Verlag, Blieskastel 1998, ISBN 3-930008-26-2.
- Linda Haselwander. Rhein-Mosel-Verlag, Alf (Mosel) 2005, ISBN 3-89801-203-4.
  - Hörbuch: Linda Haselwander. gelesen von Bettina Schubert, (RADIOROPA), ISBN 978-3-86667-046-4.
- Ausflug der toten Bräute – Acht fiktive Begegnungen mit Anna Seghers und dem jüdischen Mainz. Privatdruck, 2009, ISBN 978-3-00-028847-0.
- Berel ben Gershom – The Tale About a Pious Man Who Seized the Day. Privatdruck, 2014, ISBN 978-3-942594-64-6.
- Wo die Verkleidung Löcher hat – Achtzehn ausgewählte Erzählungen. Verlag Donata Kinzelbach, Mainz 2015, ISBN 978-3-942490-26-9.
- Notizen zur Freundschaft. Privatdruck, Mainz 2018, ISBN 978-3-00-059441-0.
- Zur Neuen Mainzer Synagoge und zu ihren Menschen. Privatdruck, Mainz 2021.
  - Zur Neuen Mainzer Synagoge und zu ihren Menschen. Bebilderte Ausgabe. Hrsg.: Jüdische Gemeinde Mainz, Mainz 2021
  - The Neue Synagoge in Mainz and Its People. (illustrated edition). Publisher: Jewish Community, Mainz 2021

### Beiträge in Anthologien und Jahrbüchern (Auswahl)
- 1994: In memoriam Oma Kau (Brandes & Apsel)
- 2001: Nix wie ein alter Hut? Ein Versuch über Frauen und ihre Sprache (Brandes & Apsel)
- 2014: You Are My German Half – Jüdische Lebensgeschichten im Bann Hitlers bis zum heutigen Tag. In: Schriftenreihe des Landtags Rheinland-Pfalz, ISSN 1610-3432.
- 2016: Nach Osten hin, vorwärts. Landeshauptstadt Mainz (Hrsg.): Literaturland Rheinhessen, Band 65.
- 2018: Annas Hochzeit (Gegend Entwürfe 2, Hrsg. Au / Wasner). Im Auftrag des Ministeriums für Wissenschaft, Weiterbildung und Kultur Rheinland-Pfalz.

### Radio-Hörspiele
- 1995: Von der klugen Else, Hörspiel, SR
- 1996: Ein Sterbekurs für Anfänger, Produktion SR. Übernahme und Ursendung unter dem Titel Richtig leben, schöner sterben durch den HR.
- 2001: Leonies Schirm, Hörspiel, DeutschlandRadio Berlin

### Radiofeatures für den SWR
- 2003: Nur langsame Sätze sind erotisch – Aus dem Leben einer Schriftstellerin.
- 2003: Und ich höre nicht auf zu fragen – Glanz und Elend der beiden letzten Synagogen in Mainz.
- 2006: Ein Jude malt Jesus – Die Chagallfenster von St. Stephan zu Mainz.
- 2007: Auf der Suche nach dem wirklichen Blau – Ein Versuch über Anna Seghers.